# Leutersdorf
Leutersdorf là một đô thị huyện Görlitz, trong bang tự do Sachsen, nước Đức. Đô thị Leutersdorf có diện tích 17,01 km², dân số thời điểm ngày 31 tháng 12 năm 2006 là 4145 người.